# 宝さがし
「宝さがし」（たからさがし）は、NHKの音楽番組『みんなのうた』で、2022年6月・7月に放送された楽曲。作詞・作曲：BONNIE PINK、編曲：高桑圭、歌：BONNIE PINK。